# Tavelsjö
Tavelsjö är en tätort i Umeå kommun, Västerbottens län. Orten ligger mitt emellan Umeå och Vindeln, nordväst om Umeå vid norra änden av Tavelsjön. Västra delen med Tavelsjö kyrka benämns Västibyn medan den östra delen bär namnet Näset.

## Befolkningsutveckling
| Befolkningsutvecklingen i Tavelsjö 1975–2020                        | Befolkningsutvecklingen i Tavelsjö 1975–2020 | Befolkningsutvecklingen i Tavelsjö 1975–2020 | Befolkningsutvecklingen i Tavelsjö 1975–2020 | Befolkningsutvecklingen i Tavelsjö 1975–2020 |
| ------------------------------------------------------------------- | -------------------------------------------- | -------------------------------------------- | -------------------------------------------- | -------------------------------------------- |
|                                                                     |                                              |                                              |                                              |                                              |
| År                                                                  |                                              |                                              | Folkmängd                                    | Areal (ha)                                   |
| 1975                                                                | 1975                                         |                                              | 455                                          |                                              |
| 1980                                                                | 1980                                         |                                              | 486                                          |                                              |
| 1990                                                                | 1990                                         |                                              | 470                                          | 46                                           |
| 1995                                                                | 1995                                         |                                              | 252                                          | 20                                           |
| 2000                                                                | 2000                                         |                                              | 243                                          | 20                                           |
| 2005                                                                | 2005                                         |                                              | 247                                          | 22                                           |
| 2010                                                                | 2010                                         |                                              | 245                                          | 22                                           |
| 2015                                                                | 2015                                         |                                              | 461                                          | 76                                           |
| 2020                                                                | 2020                                         |                                              | 472                                          | 75                                           |
| Anm.: Ny tätort 1975, Västibyn utbruten 1995, åter sammanvuxen 2015 |                                              |                                              |                                              |                                              |

## Samhället
I Tavelsjö finns det dagligvaruaffär, bensinstation, värdshus, kyrka, badstrand som drivs av IOGT-NTO samt badstrand vid Sundlingska gården med fika och matförsäljning samt minigolf och möjlighet att hyra lokal, distriktssköteskemottagning, pensionärsboende, och förskola samt skola för årskurserna 1-6 (2017). Planer finns på alpin skidanläggning på Vallberget, men oklart om hur det kommer att bli med den (2017).

## Idrott
I orten finns  Tavelsjö AIK som är moderklubb för fotbollsspelaren Jesper Blomqvist.
Det finns även under vinterhalvåret en välbesökt isbana för långfärdsskridsko, där Tavelsjö-rännet anordnades av eldsjälar första gången 2017.

## Kända personer
Katarina Sandström, nyhetsuppläsare på SVT Rapport, Dan Park, gatukonstnär och Jesper Blomqvist, fotbollsspelare, har vuxit upp i Tavelsjöbygden.